# Emmanuel Fianu
Emmanuel Kofi Fianu SVD (* 14. Juni 1957 in Tegbi bei Keta, Ghana) ist ein ghanaischer Ordensgeistlicher und römisch-katholischer Bischof von Ho.

## Leben
Emmanuel Fianu trat der Ordensgemeinschaft der Steyler Missionare bei und empfing am 14. Juli 1985 das Sakrament der Priesterweihe.
Papst Franziskus ernannte ihn am 14. Juli 2015 zum Bischof von Ho. Die Bischofsweihe spendete ihm der Präsident des Päpstlichen Rates für Gerechtigkeit und Frieden, Peter Kardinal Turkson, am 3. Oktober desselben Jahres. Mitkonsekratoren waren sein Amtsvorgänger Francis Anani Kofi Lodonu und der Apostolische Nuntius in Ghana, Erzbischof Jean-Marie Speich.